# کلمنتیا

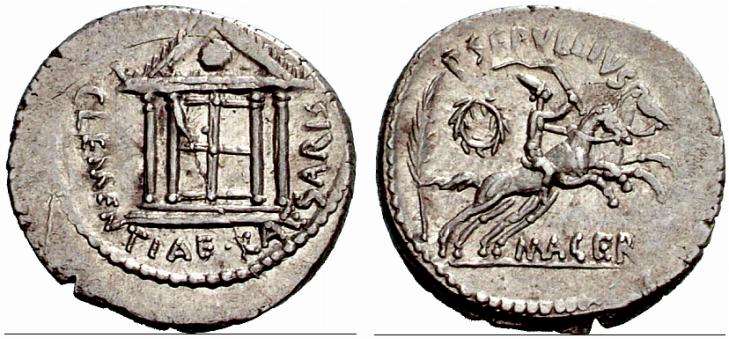
تصویری بر روی یک دناریوس نشانگر معبدی که وقف الهه کلمنتیای سزار شده‌است.

کلمنتیا (به لاتین: Clementia) یک الهه رومی بود که پس از قتل ژولیوس سزار وارد آیین رومی شد، ژولیوس سزاری که در زندگی‌اش تجسمی از فضیلت «عفو و بخشندگی» بود؛ بخشندگی‌ایی که بر طبق گفته سیسرون، (که خود از آئولوس هیرتیوس نقل می‌کند) یکی از علل مرگ سزار بود. سنای روم تصمیم گرفت به افتخار خداوندگار سزار و الهه ترحم سزاری، یک معبد بسازد، معبدی که در آن سزار و الههٔ ترحم، دست در دست یکدیگر تصویر شده‌اند.
پس از پایان جنگ داخلی سزار و پیروزی ژولیوس سزار در آن، سزار از فراخوانی برخی دشمنان سیاسی‌اش برای بازگشت به میهن پشتیبانی می‌کرد؛ یکی از این دشمنان همانا مارکوس کلادیوس مارکلوس بود. سیسرون هم خطابه‌ای موسوم به Pro Marcello در سنا ایراد کرد تا از سزار به‌خاطر این اقدام (عفو دشمنان سیاسی‌اش) سپاس‌گزاری کند؛ در این خطابه، سیسرون فضیلت ترحم و عفو (که الهه Clementia تجسمی از آن است) را به سزار نسبت می‌دهد؛ واضح است که جلال و ابهت سزار همانا در نبوغ نظامی‌اش نهفته بود امّا او تنها شخص در میان فاتحان بود که به‌سبب خیراندیشی و خوش‌قلبی‌اش متمایز است؛ آنچنان‌که سیسرون دربارهٔ او می‌گوید: «آنکس که این‌کارها (بخشش مخالفان) را انجام می‌دهد، من نه تنها او را با کل والامردان قیاس می‌کنم، بلکه شبیه‌ترین [مرد] به خدا می‌پندارمش».
در سدهٔ دوم میلادی، مفهوم کلمنتیا یا ترحم‌ـ حتی از حیث لغوی‌ـ جای مفهوم یوستیتیا یا «عدالت» را گرفت. امپراتوری که ترحم (کلمنتیا) را به‌کار بِبَرد، از منظر اندیشه رواقی نمایانگر رویکرد خودخواهانه‌ای است که امپراتور را ـ‌شاید برای یک هوس شخصی‌ـ وامی‌دارد به یک نفر التفات نموده و دیگران را نادیده بگیرد؛ از همین‌رو بهتر آن است که او بر مبنای عدالت (یوستیتیا) و رعایت حقوق، نفع همگان را مرعی بدارد.
در اساطیر یونانی، کلمنیتا برابرنهاد الئوس است.